# Valerianella antilibanotica
Valerianella antilibanotica är en kaprifolväxtart som beskrevs av Karl Heinz Rechinger. Valerianella antilibanotica ingår i släktet klynnen, och familjen kaprifolväxter. Inga underarter finns listade i Catalogue of Life.